# Liste der Museen in Porto

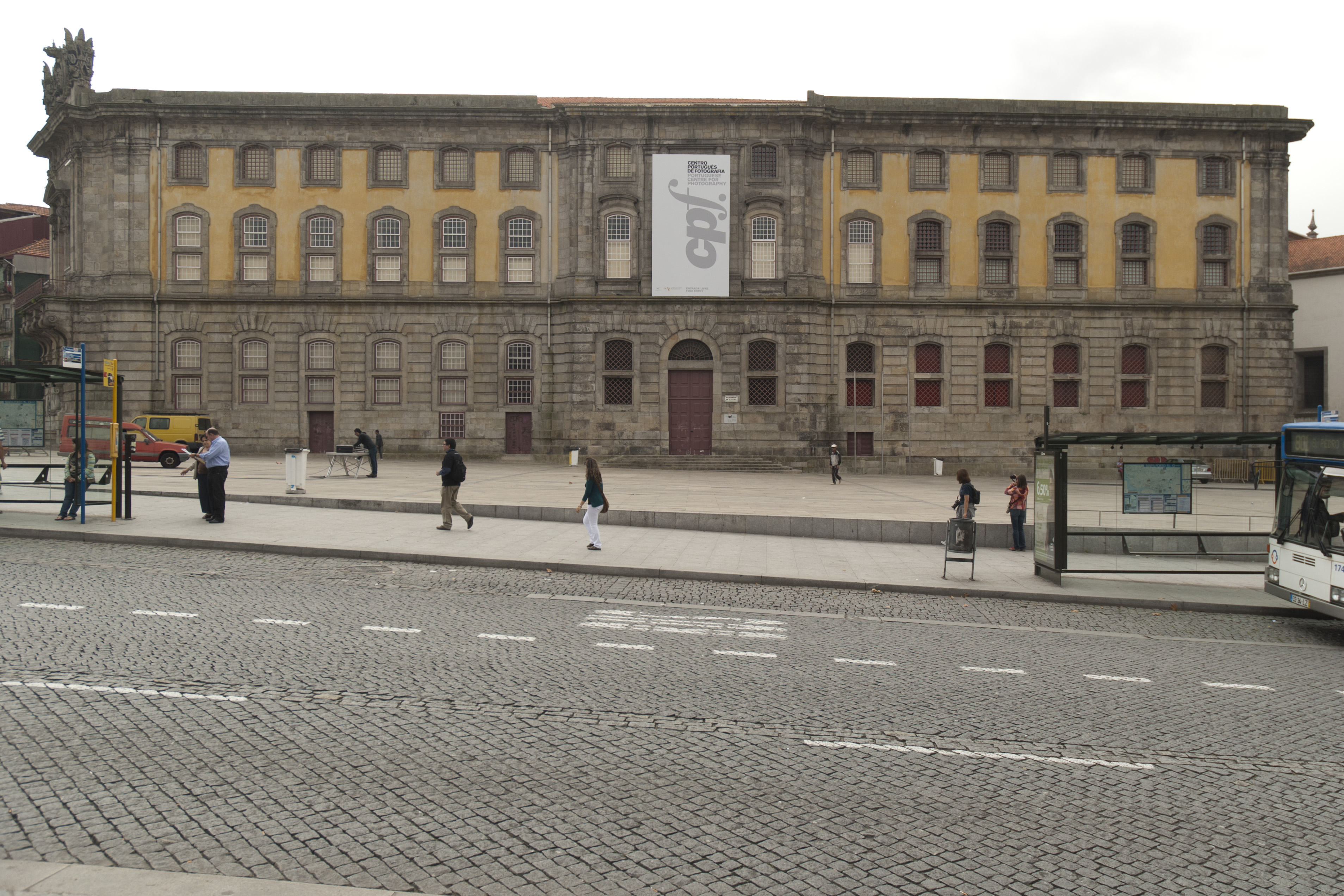
Das Fotomuseum Centro Português de Fotografia

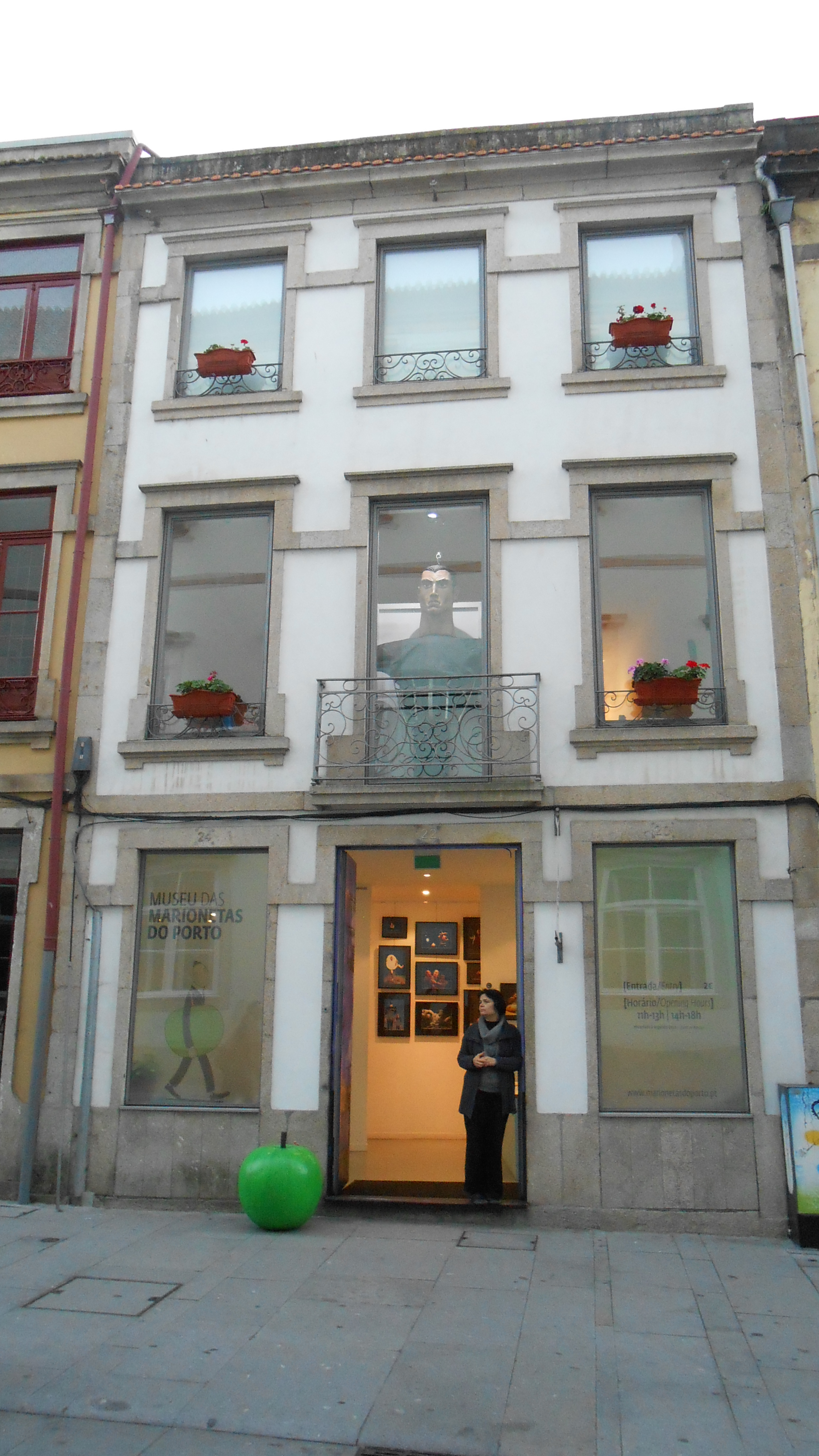
Das Marionettenmuseum in der Rua das Flores

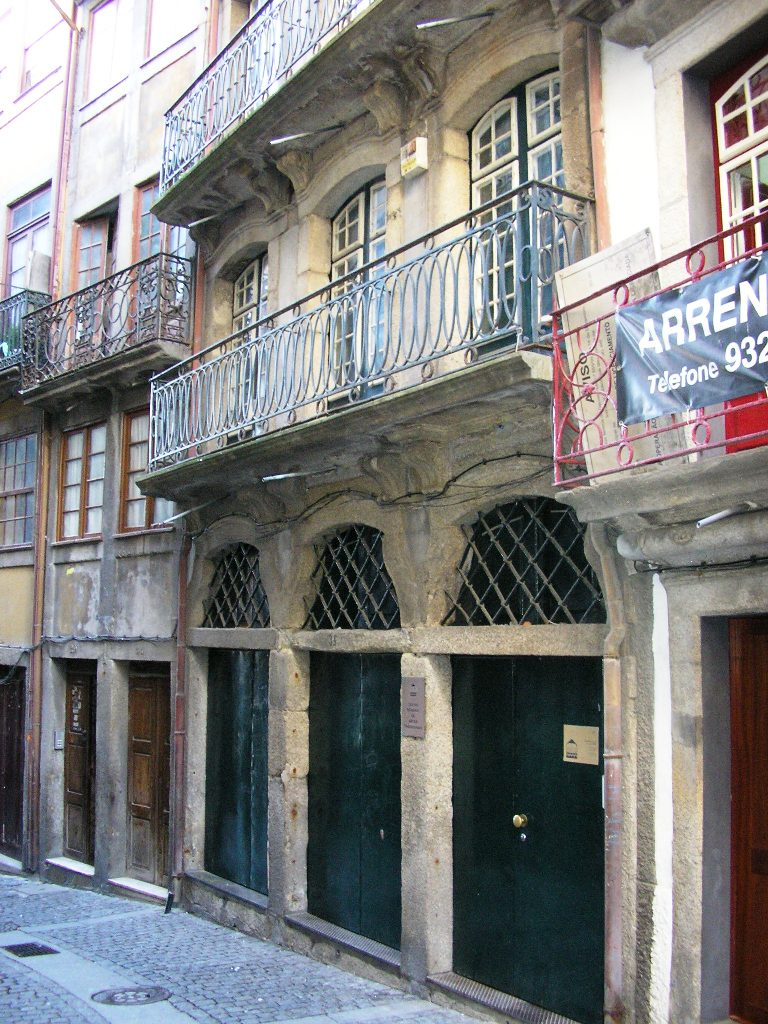
Museu do Vinho do Porto

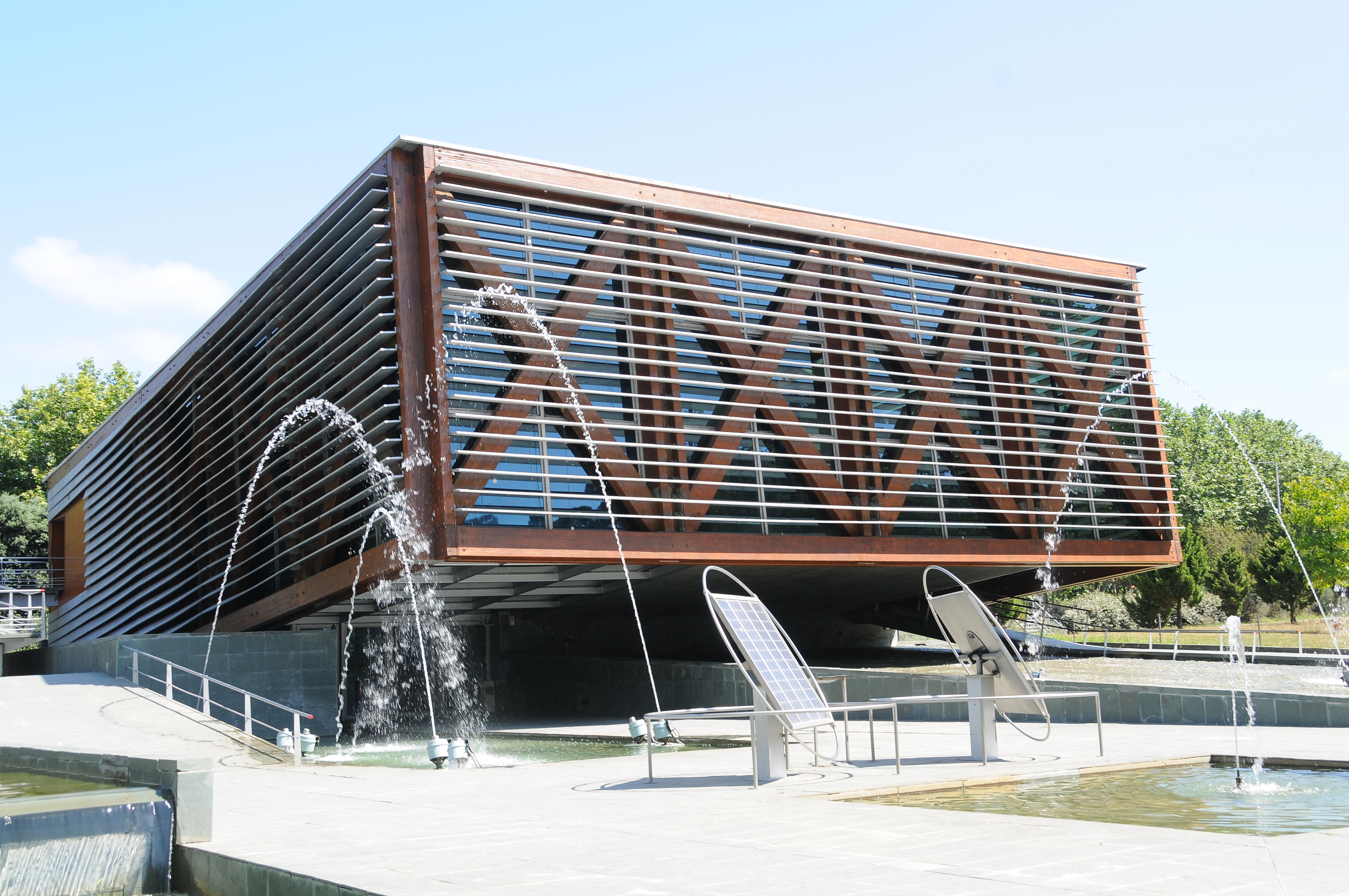
Pavilhão da Água

Die Liste der Museen in Porto enthält Museen und museumsähnliche Einrichtungen der portugiesischen Stadt Porto, dabei wird nicht nach dem Träger der Museen unterschieden. Die Liste erhebt keinen Anspruch auf Vollständigkeit.
- Arqueossítio da Rua de D. Hugo – Archäologische Ausgrabungsplatz zur Siedlungsgeschichte der Stadt
- Casa Almeida Garrett – Museum für den Schriftsteller Almeida Garrett
- Casa do Cinema Manuel de Oliveira – Manoel de Oliveira gewidmetes Filmmuseum
- Casa do Infante – Archiv und Museum für die Stadtgeschichte Portos
- Casa Museu Fernando de Castro – Museum des Dichters, Karikaturisten und Sammlers Fernando de Castro
- Casa-Museu Guerra Junqueiro – Museum und Kulturzentrum für den Schriftsteller Guerra Junqueiro
- Casa-Museu Marta Ortigão Sampaio – Museum der Kunstsammlerin und Malerin Marta Ortigão Sampaio
- Casa-oficina António Carneiro – Museum für den Künstler António Carneiro
- Centro Português de Fotografia – Fotomuseum
- Gabinete de Numismática – Münzmuseum, gehört zum städtischen Museum Museu da Cidade
- Museu da Farmácia – Apothekenmuseum
- Museu da Misericórdia do Porto – Museum der Misericórdia von Porto
- Museu Allen – Museum des Kunst-, Natur- und Steintafelsammlers John Francis Allen (1785–1848)
- Museu de Arte Sacra e Arqueologia – Museum für Sakrale Kunst und Archäologie im Convento dos Grilos
- Museu de História Natural e da Ciência da Universidade do Porto – Naturkunde- und Wissenschaftsmuseum der Universität Porto
- Museu de Marionetas do Porto – Marionettenmuseum des Teatro de Marionetas do Porto
- Museu do Carro Eléctrico – Straßenbahnmuseum
- Museu do Centro Hospitalar do Porto – Pharmazie- und Medizinmuseum des Krankhauszentrums Centro Hospitalar do Porto
- Museu do FC Porto – Museum des Fußballvereins FC Porto
- Museu do Holocausto do Porto – Holocaust-Museum
- Museu dos Transportes e Comunicações – Museum für Transport- und Kommunikationsmittel
- Museu do Vinho do Porto – Portwein-Museum, gehört zum städtischen Museum Museu da Cidade
- Museu Judaico do Porto – Jüdisches Museum
- Museu Militar do Porto – Militärmuseum des portugiesischen Heeres
- Museu Nacional da Imprensa, Jornais e Artes Gráficas – Museum für Druck und Druckereierzeugnisse
- Museu Nacional de Soares dos Reis – Kunstmuseum
- Museu do Papel Moeda – Geld- und Münzmuseum in der Stiftung Fundação Dr. António Cupertino de Miranda
- Museu Parada Leitão – Museum für wissenschaftliche Instrumente  in der Hochschule Instituto Superior de Engenharia do Porto
- Museu Romântico da Quinta da Macieirinha – Museum der Romantik im Herrenhaus Quinta da Macieirinha
- Serralves – Museu de Arte Contemporânea – Museum für Moderne Kunst der Serralves-Stiftung
- Paço Episcopal do Porto – Bischofssitz von Porto mit Kunstsammlung
- Palácio de São João Novo – Ethnografisches und historisches Museum im Stadtpalast Palácio de São João Novo
- Pavilhão da Água – Wassermuseum
- Sea Life Porto – Schauaquarium
- Tesouro da Sé – Kunstschatz der Kathedrale von Porto
- World of Discoveries – Museum für die portugiesischen Entdeckungsfahrten